# Space Mutiny
Pour les articles homonymes, voir Mutiny.
Pour plus de détails, voir Fiche technique et Distribution.
Space Mutiny (connu aussi sous Mutiny in Space) est un film sud-africaino-américain de David Winters et Neal Sundstrom, sorti en 1988 en direct-to-video.

## Synopsis
Le Southern Sun est un vaisseau générationnel dont la mission est de coloniser un nouveau monde. Son voyage a duré des générations, et les passagers sont nés et mourront à bord, sans avoir foulé la terre ferme. Cet état de fait déplaît au Flight Cmdr. Elijah Kalgan, qui conspire avec les pirates de la Couronne boréale et l'ingénieur en chef MacPhearson. Kalgan endommage le système de navigation et utilise les Enforcers — la police — pour détourner le vaisseau et aller s'enrichir dans la Couronne boréale.
Kalgan sabote le vaisseau au moment où la navette d'un important professeur se pose. La navette s'écrase sur le pont d'envol, le professeur meurt et le pilote, Dave Ryder, parvient à s'échapper. Le pont d'envol est hors d'usage pour plusieurs semaines, le vaisseau est isolé, et Kalagan lance sa mutinerie. le Commander Jansen et le capitaine Devers embauchent Ryder pour reprendre le contrôle du vaisseau.

## Fiche technique
- Titre : Space Mutiny
- Réalisation : David Winters et Neal Sundstrom
- Scénario : Maria Dante et Ian Yule (non crédité)
- Direction artistique : Geoffrey Hill
- Décors : Roy Rudolphe
- Costumes : Yvonne De Necker
- Photographie : Vincent G. Cox et Andrew Parke (bellerian sequences)
- Son : Brian Courcier
- Montage : Bill Asher , Charlotte Konrad et Catherine Meyburgh
- Musique : Tim James, Mark Mancina et Steve McClintock
- Production : John De Kock, Hope Holiday, David Winters
- Société de production : American International Pictures
- Pays d'origine : Afrique du Sud, États-Unis
- Format : couleurs - 35 mm
- Langue : anglais
- Genre : space opera, action, science-fiction
- Date de sortie : 1988 (États-Unis, direct-to-video[2])

## Distribution
- Reb Brown : Dave Ryder
- John Phillip Law : Flight Cmdr. Elijah Kalgan
- James Ryan (en) : ingénieur en chef MacPhearson
- Cameron Mitchell : Comander Alex Jansen
- Cisse Cameron (en) : Dr Lea Jansen
- Graham Clarke : capitaine Scott Devers
- Billy Second : flight lieutenant Lemont
- Rufus Swart : 3e ingénieur Steve Codell
- Arthur Hall : gardien de la morgue
- Norman Anstey : Joseph Enforcer
- Rick Skidmore : ingénieur en chef
- Guy Pringle : garde du corps de Kalgan
- Claudia Jacobs : femme lieutenant
- Evan J. Klisser : Mohawk - Enforcer
- Chip Mitchell : Blake - Enforcer
- Gary D. Sweeney : Ranger - Enforcer
- Mark Grayton : Max - Enforcer
- Dennis Robbins : Norris - Enforcer
- Kevin Kirby : Sid - Enforcer
- Keith Carey : Draker - Enforcer
- Colton Green : Colton - Enforcer
- Chris Low : Zone - Enforcer
- Neil Carrick : Trask - Enforcer
- David Rogan : Fritz - Enforcer
- Madeleine Reynal : Jennera
- Camille Mitchell : Jennera (voix)
- Naomi Goldberg : Twana
- Vera Mcullen : Bellerian #1
- Lisa Alexander : Bellerian #2
- Jeanet Moltke : Bellerian #3
- Ginette Reynel : Bellerian #4
- Laura Fremont : Bellerian #5

## Autour du film
Les plans des vaisseaux spatiaux sont tous tirés de la série télévisée Battlestar Galactica.
Le film fut présenté dans la série télévisée culte Mystery Science Theater 3000 en 1997. Cet épisode est disponible dans le DVD MST3K DVD Collection, Vol. 4 de Rhino Entertainment.